# Andrei Cornea
Andrei Sebastian Cornea (Vatra Dornei, 10 de novembro de 1999) é um remador romeno, campeão olímpico.

## Carreira
Cornea começou a remar no Nicu Gane Sports Club em Fălticeni. Na categoria sênior, representou a Roménia pela primeira vez no Campeonato da Europa de 2020 na prova de quatro remos. No Campeonato Europeu de 2024, formou pela primeira vez uma equipe com Marian Enache no remo duplo. Em Szeged conquistaram o título europeu.
Nos Jogos Olímpicos de Verão de 2024, em Paris, conquistou a medalha de ouro na competição de skiff duplo masculino, ao lado de Marian Enache com o tempo de 6:12.58.